# Тидахольм
Тидахольм (швед. Tidaholm) — небольшой городок на западе Швеции, расположенный в 30 км к юго-востоку от Шёвде. Административный центр Тидахольмской коммуны.
Население — 7920 человек (2006).

## Достопримечательности
Художественная галерея «Art & Hologram» и самая большая в Швеции выставка русских голограмм.